# Cannons
Cannons est un groupe de pop indépendante américain formé en 2013 à Los Angeles. Le groupe est composé de la chanteuse Michelle Joy, du guitariste Ryan Clapham et du claviériste et bassiste Paul Davis.

## Biographie
Ryan Clapham et Paul Davis, sont amis depuis l'enfance. Ils ont commencé à composer de la musique ensemble à l'adolescence,. En 2013, Michelle Joy publie une annonce sur Craigslist, Ryan Clapham et Paul Davis ont alors rencontré Michelle Joy, et elle a été recrutée comme chanteuse du groupe Cannons,.
Cannons a sorti son premier EP Up All Night en 2014. Le groupe sort ensuite son premier album Night Drive en 2017, ainsi qu'un deuxième EP, In a Heartbeat, l'année suivante. Shadows, le deuxième album de Cannons, est sorti en 2019. Fire for You, le premier single de Shadows, a acquis une notoriété importante en figurant en 2020 dans un épisode de la série télévisée Mes premières fois,. Le groupe a ensuite signé chez Columbia Records. Début 2021, le titre Fire for You a atteint la première place du classement Billboard Alternative Airplay. Fever Dream, le troisième album du groupe, est sorti en mars 2022.
Le 10 novembre 2023, le groupe publie son quatrième album Heartbeat Highway. Porté par les singles Loving You ou encore Bad Tattoo, le projet est également défendu par une première tournée internationale qui fait escale à Paris en mars 2024.

## Discographie

### Albums studios
- 2017 : Night Drive
- 2019 : Shadows
- 2022 : Fever Dream
- 2023 : Heartbeat Highway[10]

### EPs
- 2014 : Up All Night
- 2015 : Spells
- 2018 : In a Hearbeat
- 2021 : Covers by Cannons

### Singles
- 2015 : Spells[11]
- 2015 : Down on Love[12]
- 2016 : Mood Ring[13]
- 2016 : High Off Love[14]
- 2018 : Backwards[15]
- 2018 : Round and Round[16]
- 2019 : Fire for You
- 2019 : Talk Talk[17]
- 2021 : Bad Dream[18]
- 2021 : Ruthless[19]
- 2022 : Purple Sun[20]
- 2022 : Hurricane
- 2023 : Loving You
- 2023 : Desire
- 2023 : Crush